# Museo nazionale del petrolio
Il Museo Nazionale del Petrolio (in romeno Muzeul Național al Petrolului) è un museo tecnico-scientifico di Ploiești, in Romania.

## Storia e descrizione
Il museo è stato inaugurato l'8 ottobre 1961, in occasione della celebrazione del centenario dell'industria petrolifera romena, avvenuta nel 1857. È uno dei pochi musei di questo tipo nel paese (gli altri sono a Zemeș e Moinești) e in Europa. Il museo è ospitato in un elegante edificio che ha permesso l'allestimento di diverse sale e di un cortile trasformato in esposizione all'aperto. Il patrimonio del museo è cresciuto da 800 pezzi nel 1961 a oltre 8 000 nel 1994.
All'interno del museo si possono ammirare reperti di grande interesse storico e documentario, tra cui:
- un particolare secchio a bilanciere azionato da un cavallo;
- il modello della prima trivella meccanica in Romania (proveniente da Târgu Ocna);
- il modello della “fabbrica di gas” del 1856 dei fratelli Mehedințeanu alla barriera Râfov;
- attrezzi e lampade da minatore del XIX secolo;
- lanterne a petrolio di Bucarest;
- attrezzature di perforazione in legno o in metallo del XIX secolo;
- pannelli che illustrano il sistema di solventazione selettiva con anidride solforosa, inventato da Lazăr Edeleanu, applicato in tutto il mondo;
- la storia della produzione di paraffina, olio, benzina;
- carte geologiche, campioni mineralogici, diplomi, medaglie, fotografie appartenenti a importanti personalità del settore: Gregoriu Ștefănescu, Grigore Cobălcescu, Ludovic Mrazec, Valeriu Patriciu, Ion Tănăsescu, Virgiliu Tacit, Ion Basgan, Andrei Dragulănescu, Lazăr Edeleanu, Nicolae Debie.

Il patrimonio del Museo Nazionale del Petrolio comprende una vasta collezione che include brevetti di alcune invenzioni, opere scientifiche, album, oltre 300 lettere autografe e circa 100 fotografie documentarie di Lazăr Edeleanu.